# بولين سوليفان
بولين سوليفان (بالإنجليزية: Pauline Sullivan)‏ هي لاعبة كرة قدم نيوزيلندية، ولدت في 6 سبتمبر 1963 في نيوزيلندا. شاركت مع منتخب نيوزيلندا لكرة القدم للسيدات.